# Rostrale schub

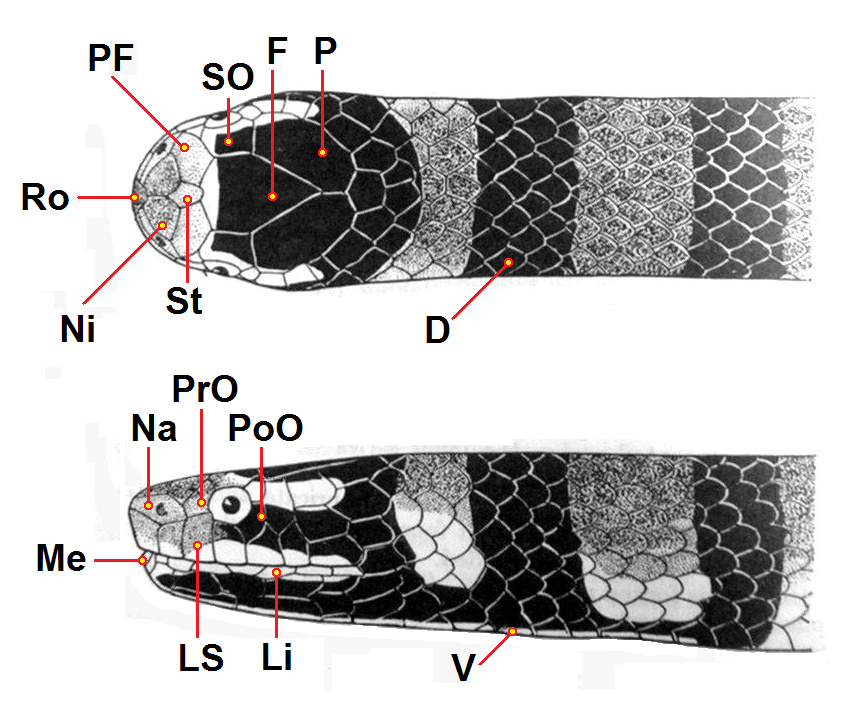
De belangrijkste schubben aan de kop (Ringslangplatstaart):
Bovenste figuur:
D = Dorsaal (rugzijde)
P = Pariëtaal (aan de zijkant)
F = Frontaal (aan de bovenzijde)
So= Supraoculair (boven het oog)
Ni = Internasaal (tussen de neus(gaten))
Ro = Rostraal (aan de snuit)
St = Interfrontaal
Pf = Prefrontaal
Onderste figuur:
V = Ventraal (buikzijde)
Ls = Supralabiaal (aan de bovenlip)
Li = Infralabiaal (aan de onderlip)
Na = Nasaal (aan de neus)
Me = Mentaal (aan de kin)
Pn = Postnasaal (achter de neus)
Poo = Postoculair (achter het oog)
Pro = Preoculair (voor het oog)

De rostrale schub is een schub die bij de schubreptielen gelegen is aan de voorzijde van de bovenkaak, aan de snuitpunt. De term wordt gebruikt in de herpetologie om de schubben van reptielen aan te duiden die gelegen zijn aan de kop.
De rostrale schub is altijd enkelvoudig en nooit gedeeld zoals veel andere schubben aan de kop. Aan de onderzijde van de rostrale schub is bij de slangen een opening aanwezig. Hierdoor kan een slang zijn tong naar buiten bewegen zonder dat de bek hoeft te worden geopend. De tong wordt door slangen gebruikt om te ruiken.

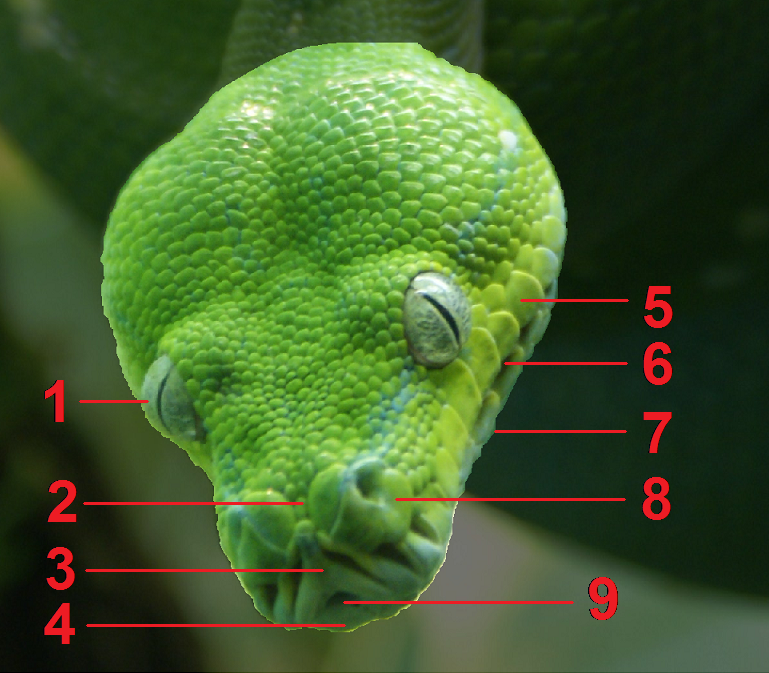
Kop van de groene boompython,